# درون‌گروهی و برون‌گروهی

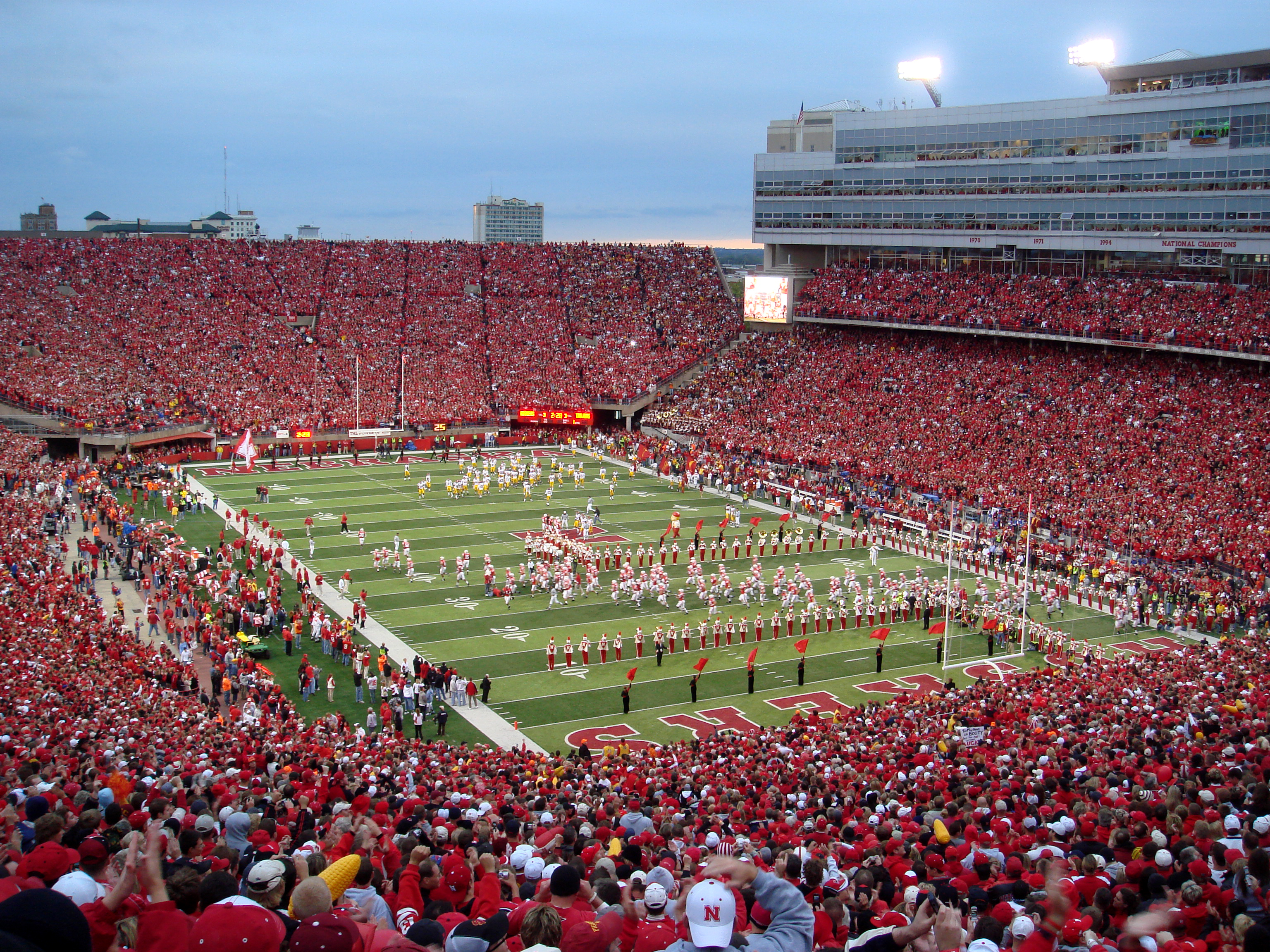
چند لایه درون‌گروهی و برون‌گروهی در یک استادیوم فوتبال آمریکایی:
افراد در این استادیوم گروهی متشکل از فوتبال آمریکایی طرفداران و حرفه ای‌ها در مقابل کسانی که طرفدار این ورزش نیستند تشکیل می‌دهند.
هواداران حاضر در ورزشگاه در مقابل افرادی که بازی را از طریق وسایل خارجی تماشا می‌کنند، به عنوان مثال. پوشش تلویزیونی/رادیویی.
هواداران و حرفه ای‌های وابسته به یک تیم در مقابل آنهایی که به تیم مقابل وابسته اند.
حرفه‌های حاضر در زمین (بازیکنان، مسئولان، مربیان، طلسم‌ها و تشویق‌کنندگان) در مقابل مشتریانی که پول پرداخت می‌کنند در جایگاه‌ها که از دسترسی به هسته امن مرکز محروم هستند، مگر با دعوت از یک فرد با موقعیت بالا.
رده‌بندی مالکان ثروتمند و کارکنان اجرایی ارشد آنها، با دسترسی به مجموعه‌های جعبه خصوصی در مقابل استعدادهای با قیمت بالا.
کارکنان فنی درگیر در تعمیر و نگهداری امکانات و عملیات در مقابل کارکنان ورزشی (داوران، زمان‌نگاران، آمارگیران و داوران درون بازی).
رسانه‌هایی با تأیید و وابستگی سازمانی که از دسترسی بازیکنان ویژه به یک تیم در مقابل رسانه‌های غیروابسته برخوردار هستند.

درون‌گروهی و برون‌گروهی (انگلیسی: In-group and out-group) در جامعه‌شناسی و روان‌شناسی اجتماعی، «درون‌گروهی»، یک گروه اجتماعی است که فرد از نظر روان‌شناختی به عنوان عضوی از آن شناخته می‌شود. در مقابل، «برون‌گروهی» یک گروه اجتماعی است که فرد با آن همذات‌پنداری نمی‌کند. برای مثال، افراد ممکن است با گروه همتایان خود، خانواده، اجتماع، تیم ورزشی، حزب سیاسی، جنسیت، گرایش جنسی، مذهب یا ملت خود شناسایی شوند. مشخص شده است که عضویت روان‌شناختی گروه‌ها و دسته‌های اجتماعی با پدیده‌های متنوعی همراه است.
این اصطلاح توسط هنری تاجفل و همکارانش از دهه ۱۹۷۰ در طول کار او در فرمول‌بندی نظریه هویت اجتماعی رایج شد. اهمیت طبقه‌بندی درون‌گروهی و برون‌گروهی با استفاده از روشی به نام پارادایم گروه حداقلی (روشی برای بررسی حداقل شرایط مورد نیاز برای تبعیض بین گروه‌ها) شناسایی شد. تاجفل و همکارانش دریافتند که افراد می‌توانند در عرض چند دقیقه گروه‌های درون‌گروهی خود ترجیحی تشکیل دهند و چنین گروه‌هایی می‌توانند حتی بر اساس ویژگی‌های کاملاً خودسرانه و اختراعی تبعیض‌آمیز، مانند ترجیح دادن نقاشی‌های خاص، تشکیل شوند.

در ادبیات عصب‌شناسی] در مورد تمایل ذاتی مغز انسان برای تقسیم جهان به دسته‌های ظرفیت «ما و آنها» جا افتاده است، که در آن عضویت دقیق درون‌گروهی و برون‌گروهی از نظر اجتماعی مشروط است (از این رو در برابر ابزارهای پروپاگاندا آسیب‌پذیر است)، و شدت در طول طیفی از خفیف تا کامل انسانیت‌زدایی از گروه دیگر (مانند از طریق شبه گونه‌زایی) وجود دارد.

## پدیده‌های مرتبط
طبقه‌بندی روانشناختی افراد به اعضای درون‌گروهی و برون‌گروهی با پدیده‌های مختلفی همراه است. نمونه‌های زیر همگی مورد توجه دانشگاهی قرار گرفته‌اند.

### طرفداری درون‌گروهی
این به این واقعیت اشاره دارد که تحت شرایط خاص، افراد، اشخاص درون‌گروهی خود را بر گروه بیرونی یا هر فردی که به عنوان خارج از درون گروه دیده می‌شود، ترجیح می‌دهند و به آن علاقه‌مند می‌شوند. این را می‌توان در ارزیابی دیگران، پیوند و ارتباط برقرار کردن، تخصیص منابع و بسیاری از راه‌های دیگر بیان کرد. نحوه درک ما از اعمال دیگران نیز تحت تأثیر طرفداری درون‌گروهی قرار دارد. افراد ممکن است یک عمل را بسیار متفاوت درک کنند بسته به اینکه آیا این عمل توسط یکی از اعضای همان گروه یا عضوی از یک گروه دیگر انجام شده است. در واقع، افراد تمایل دارند اقدامات گروه یا اعضای تیم خود را بسیار مطلوبتر از اقدامات گروه خود ارزیابی کنند اعضای برون‌گروه. یک مثال گویا از نحوه وقوع این پدیده را می‌توان تنها با اختصاص دادن خودسرانه یک فرد به یک گروه بدیع متمایز و بی‌معنی نشان داد. این به تنهایی برای ایجاد سوگیری‌های بین گروهی کافی است که در آن اعضای گروه خود دریافت کننده ترجیحاً مورد حمایت قرار می‌گیرند. در این مطالعه، شرکت کنندگان بودند به‌طور خودسرانه به دو تیم تقسیم شدند که در آن فیلم‌هایی از افراد تیم‌های رقیب را تماشا کردند و افرادی از تیم خودشان که با دست انجام می‌دادند. سپس از شرکت‌کنندگان خواسته شد تا سرعت حرکات دست را قضاوت کنند. به‌طور متوسط، شرکت‌کنندگان اعضای تیم خود را سریع‌تر ارزیابی می‌کردند، اگرچه حرکات دست دقیقاً همان سرعت در سراسر تخته بود. به‌طور مشابه، هاستورف و کانتریل یک مطالعه پیشگام در سال ۱۹۵۴ انجام دادند، جایی که دانش آموزان پرینستون و دارتموث یک بازی فوتبال جنجالی را بین دو تیم خود مشاهده کردند.
اگرچه آنها یک فیلم سینمایی مشابه از بازی را تماشا کرده بودند، نسخه‌های آنها از آنچه اتفاق افتاد به شدت متفاوت بود که به نظر می‌رسید آنها دو بازی کاملاً متفاوت را تماشا کرده بودند.

### مکانیسم‌های عصبی طرفداری درون‌گروهی و سوگیری برون‌گروهی
برخی ممکن است تعجب کنند که چرا طرفداری درون‌گروهی اتفاق می‌افتد، حتی در گروه‌هایی که خودسرانه اختصاص داده شده‌اند، جایی که اعضای گروه هیچ چیز مشترکی غیر از گروهی که به آن اختصاص داده شده‌اند، ندارند. تحقیقات به فرآیندهای تصمیم‌گیری ناخودآگاهی اشاره می‌کند که در سطح عصب‌شناسی اتفاق می‌افتد، جایی که طرفداری درون‌گروهی و سوگیری برون‌گروهی در اوایل درک اتفاق می‌افتد. این فرایند می‌تواند با مشاهدهٔ سادهٔ صورت یک فرد آغاز شود. تحقیقات نشان می‌دهد که افراد در تشخیص چهره اعضای درون‌گروه در مقایسه با اعضای برون‌گروه سریع‌تر و دقیق‌تر هستند. به عنوان مثال، محققان در یک مطالعه تشخیص متقابل نژادی، فعالیت سیگنال وابسته به سطح اکسیژن خون (BOLD) را از شرکت‌کنندگان سیاه‌پوست و سفید هنگام مشاهده و تلاش برای به خاطر سپردن تصاویر چهره‌های سیاه ناآشنا، صورت‌های سفید و اشیاء ثبت کردند.
آنها دریافتند که شرکت کنندگان در این مطالعه عالی تر از خود نشان دادند. فعالیت در ناحیه صورت دوکی شکل (FFA), an ناحیه شکنج دوکی‌شکل واقع در قشر گیجگاهی تحتانی مغز مرتبط با تشخیص چهره و اشیا، هنگام مشاهده چهره‌های نژاد مشابه در مقایسه با چهره‌های نژاد دیگر. فعالیت کمتر در FFA نشان دهنده شکست در رمزگذاری اعضای برون‌گوه در سطح فردی به جای سطح طبقه‌بندی است که به قیمت رمزگذاری اطلاعات فردی تمام می‌شود. تحقیقات قبلی نیز نشان داده است که ارزش‌زدایی غیرانسانی کردن اعضای برون‌گوه است هنگامی که رمزگذاری اولیه و پردازش پیکربندی یک چهره برون‌گوهی مختل می‌شود تشدید می‌شود. بنابراین نه تنها این حرف اول را انجام می‌دهد فرایند کدگذاری اعضای برون‌گروه را غیرانسانی می‌کند، همچنین به اثر همگنی کمک می‌کند، به طوری که اعضای برون‌گوه بیشتر شبیه به یکدیگر نسبت به اعضای درون گروه درک می‌شوند.

### همگنی گروه
طبقه‌بندی افراد در گروه‌های اجتماعی این تصور را افزایش می‌دهد که اعضای گروه شبیه یکدیگر هستند. یک نتیجه از این اثر همگنی بیرون گروه است. این به ادراک اعضای یک گروه بیرونی به عنوان همگن بودن اشاره دارد، در حالی که اعضای درون‌گروهی یک فرد متنوع هستند، به عنوان مثال. «آنها شبیه هم هستند؛ ما متنوع هستیم». این امر به ویژه در مورد ویژگی‌های منفی به احتمال زیاد رخ می‌دهد. تحت شرایط خاص، اعضای درون گروه را می‌توان از نظر ویژگی‌های مثبت شبیه یکدیگر دانست. این اثر تجانس درون‌گروهی نامیده می‌شود.

### انحراف برون‌گروهی
تبعیض بین گروه‌های درون‌گروهی و برون‌گروهی یک موضوع طرفداری نسبت به یک درون‌گروهی و عدم وجود طرفداری معادل نسبت به یک گروه بیرونی است. انحراف برون‌گروهی پدیده ای است که در آن یک گروه بیرونی به عنوان تهدیدی برای اعضای یک گروه در نظر گرفته می‌شود. این پدیده اغلب به دلیل نیاز به نفع درون‌گروهی همراه است. میل به درون‌گروهی خود برخی از تحقیقات نشان می‌دهند که انحراف برون‌گروهی زمانی اتفاق می‌افتد که یک گروه بیرونی به عنوان مانع یا مانع از اهداف درون‌گروهی درک شود. همچنین استدلال شده است که انحراف برون‌گروهی نتیجه طبیعی فرایند طبقه‌بندی است.

### تأثیر اجتماعی
نشان داده شده است که افراد به‌طور متفاوتی تحت تأثیر اعضای درون‌گروهی قرار دارند؛ یعنی در شرایطی که طبقه‌بندی گروهی از نظر روان‌شناختی برجسته باشد، افراد باورهای خود را در راستای درون‌گروهی هنجار اجتماعی تغییر می‌دهند.

### قطب‌بندی گروهی
این به‌طور کلی به تمایل گروه‌ها به تصمیم‌گیری افراطی تر از تمایل اولیه اعضای آن اشاره دارد، اگرچه قطبی شدن به سمت محوری‌ترین باورها نیز مشاهده شده است. نشان داده شده است که این اثر به یک طبقه‌بندی روانشناختی برجسته درون‌گروهی و برون‌گروهی مرتبط است.

## نقش فرضی در تکامل انسان
در روان‌شناسی فرگشتی، طرفداری درون‌گروهی به عنوان یک مکانیسم تکامل یافته که برای مزایای وابستگی ائتلاف انتخاب شده است، دیده می‌شود. بحث شده است که ویژگی‌هایی مانند جنسیت و قومیت از ویژگی‌های انعطاف‌ناپذیر یا حتی ذات‌باوری چنین سیستم‌هایی هستند. با این حال، شواهدی وجود دارد که نشان می‌دهد عناصر طرفداری از این نظر انعطاف‌پذیر هستند که می‌توانند با تغییر در طبقه‌بندی اجتماعی پاک شوند. این تغییر به عنوان دسته‌بندی مجدد شناخته شده است. یک مطالعه در زمینه ژنتیک رفتاری نشان می‌دهد که مکانیسم‌های بیولوژیکی ممکن است وجود داشته باشد که به نفع همزیستی هر دو سیستم انعطاف‌پذیر و ذات‌باوری باشد.